# USA (album)
USA este un album live al trupei engleze King Crimson, lansat în 1975.

## Tracklist
1. "Walk On...No Pussyfooting" (Brian Eno, Robert Fripp) (0:35)
2. "Larks' Tongues in Aspic (Part II)" (Fripp) (6:24)
3. "Lament" (Fripp, Richard Palmer - James, John Wetton) (4:21)
4. "Exiles" (David Cross, Fripp, Palmer - James) (7:09)
5. "Asbury Park" (Bill Bruford, Cross, Fripp, Wetton) (7:06)
6. "Easy Money" (Fripp, Palmer - James, Wetton) (6:41)
7. "21st Century Schizoid Man" (Fripp, Michael Giles, Greg Lake, Ian McDonald, Peter Sinfield) (8:40)

## Componență
- Robert Fripp - chitară și melotron
- John Wetton - bas și voce
- David Cross - vioară, violă, melotron și pian electric
- Bill Bruford - tobe, percuție